# Pallamano Rovereto Vallagarina
L'Associazione Sportiva Dilettantistica Pallamano Rovereto Vallagarina è una società di pallamano della città di Rovereto in provincia di Trento.

Attualmente milita nel girone B della Serie B, la terza seconda serie nazionale del campionato italiano maschile di pallamano.

Disputa le proprie gare interne presso il Palasport A. Marchetti di Rovereto.

Fino alla stagione 2011-2012 era nota come Pallamano Mori.

## Storia
La società nasce col nome di Pallamano Mori nel 1990 dalla passione di 3 ex giocatori del glorioso H.C. Rovereto (Michele Settin, Fabio Poli e Luciano Marangoni) e per un lungo periodo milita in serie B fino alla svolta che arriva nella stagione 2007/2008 con l'arrivo del tecnico Luca Cotellessa.
È una stagione storica che segna un passo importante: si decide di abbandonare il settore femminile e di concentrare tutte le risorse su quello maschile.

I risultati non si fanno attendere e arriva subito la promozione in serie A2 nella stagione 2009/2010.

Parallelamente a questo progetto, sotto la supervisione di Michele Settin, Daniele Battistoni e Carlo Lippolis, viene ridefinito tutto il settore giovanile riuscendo ad iscrivere nella stagione 2011/2012 ben quattro squadre giovanili e centrando le finali nazionali con l'Under 16, risultato ottenuto anche nei due anni successivi.

Altro momento importante è la stagione 2012/2013 con l'iscrizione alla Serie A1 (prima Divisione Nazionale) dove la società trova una collaborazione con i cugini di Rovereto del presidente Armando Girardi e intraprende un nuovo progetto che prevede di raccogliere sotto un'unica entità le varie realtà del territorio per un obiettivo comune.

Questo progetto intende creare una sinergia di intenti dando vita ad una società A.S.D. PALLAMANO ROVERETO VALLAGARINA che possa così abbracciare un più vasto bacino sia di atleti che di sostenitori.
Nel corso della stagione 2014/2015 vince un concorso indetto da Dacia e Udinese Calcio chiamato "Dacia Sponsor Day" che prevedeva la visibilità mediatica di una squadra di Serie A ad una squadra meno conosciuta, per una giornata. Il 25 aprile 2015 per la prima volta nella storia della Serie A una squadra indossa una maglia condividendo i colori della Pallamano Rovereto Vallagarina.
Nella stagione 2015/2016 si è deciso di ripartire col settore femminile.

## Palasport
La Pallamano Rovereto disputa le proprie gare casalinghe presso il Palasport A. Marchetti di Rovereto.
L'impianto è sito in via Piomarta 1 ed ha una capienza di circa 1.300 spettatori.
La gestione dell'impianto è affidata alla società Azienda Multiservizi Rovereto (AMR).

## Rosa 2012-2013
Andriolo Andrea portiere
Bellamio Alessio terzino/pivot
Bellini Davide ala
Belinki Sebastian centrale/terzino
Bianchi Giovanni terzino
Bianchi Paolo portiere
Boev Nikolay terzino
Busolli Stefano pivot
Cappuccini Andrea terzino
Cappuccini Fabrizio ala
Dallavecchia Marco terzino
Emanuelli Alex ala
Festi Fabrizio ala
Lissandrini Marco portiere
Manica Nicola centrale
Mastroianni Gregorio terzino
Mattei Patrick pivot
Mura Alessandro portiere
Perin Luca ala
Pozzati Matteo ala
Girardi Armando team manager
Luca Cotellessa allenatore e Paolo Scarfiello (vice)...dopo le dimissioni del primo: Michele Settin e Paolo Scarfiello.

## Rosa 2015-2016
Marco Lissandrini, Alessandro Mura portieri; Danny Bellini, Alessandro Cont, Luca Todeschi Ala sinistra; Alessio Ciaghi, Alex Emanuelli terzino sinistro; Nicola Marzari, Alberto Miori centrale; Samuele Martinelli, Giovanni Bianchi terzino destro; Davide Bellini, Daniele Tonelli ala destra; Pietro Mattana, Francesco Mattana pivot.
Allenatore Sebastian Belinky
Dirigente Lino Bellini
Addetto stampa Marco Chizzola